# GSC2413-822
GSC2413-822 — хімічно пекулярна зоря спектрального класу B8, що має видиму зоряну величину в смузі V приблизно 10,3.

## Пекулярний хімічний вміст
Зоряна атмосфера GSC2413-822 має підвищений вміст 
Si
.